# Шалибашвили, Сергей Тергизович
Сергей Тергизович Шалибашвили (груз. სერგო შალიბაშვილი; англ. Sergei Chalibashvili; 22 июня 1962, Тбилиси — 16 июля 1983, Эдмонтон, Канада) — советский прыгун в воду, член сборной СССР. Серебряный призёр чемпионата Европы среди юношей 1978 года во Флоренции по прыжкам с 3-метрового трамплина.

## Гибель
Выступая на XII летней Универсиаде в Эдмонтоне, Канада, 10 июля 1983 года при выполнении одного из самых сложных упражнений — прыжка 3,5 оборота назад из передней стойки в группировке — Шалибашвили сильно ударился головой о помост вышки. Вследствие полученной травмы, приведшей к многочисленным переломам черепа, 21-летний спортсмен впал в кому, из которой уже не вышел, скончавшись от сердечной недостаточности.
Общее количество баллов, полученных за прыжок, составило 0.0, после того как французский судья поставил оценку −3.5.
Известный прыгун Грег Луганис был участником этих соревнований и соперником Сергея. Находясь рядом, стал очевидцем случившегося и о произошедшем вспоминал так:

У меня было плохое предчувствие. Я закрыл глаза и заткнул уши. Когда я почувствовал удар по вышке, понял, что случилось что-то ужасное. Раздался визг. Подбежав к краю я увидел в бассейне много крови. Я собрался прыгать за ним, но мне закричали «Не трогай его! Не трогай его!»
Оригинальный текст (англ.)"I had a premonition," he recalled. "I closed my eyes and plugged my ears. I knew something terrible had happened when I felt the tower shake. I heard screaming. I ran to the edge of the platform and saw a lot of blood in the pool. I wanted to jump in after him, but people were yelling, 'Don't touch him! Don't touch him!' I couldn't watch anymore.
— Olympic daily 27.09.1988
Тренер сборной США на играх Боб Рыдзе возложил ответственность за трагедию на тренеров спортсмена, заявив, что на всех тренировках Шалибашвили выполнял прыжок за пределами разумного риска; на вопрос журналиста, отчего Рыдзе не предупредил советских тренеров, тот ответил, что советские тренеры не любят, когда вмешиваются в их дела. При этом, как вспоминает олимпийская чемпионка по прыжкам в воду Елена Вайцеховская, Сергей Шалибашвили поехал на Универсиаду без своего тренера. По имеющейся информации, тренером Сергея являлась его мама — Таисия Мунтян, работавшая на кафедре водных видов спорта в Грузинском государственном институте физической культуры (ныне институт ликвидирован и преобразован в кафедру в государственном университете). На соревнованиях она отсутствовала.
Спустя несколько лет при выполнении такого же прыжка на тренировке погиб австралийский спортсмен Натан Мид (Nathan Meade, 1966—1987). А на Олимпийских играх 1988 года чисто выполненный прыжок этого вида принёс Грегу Луганису золотую медаль.
В Университете Калгари некоторое время существовала мемориальная стипендия имени Сергея Шалибашвили для студентов, занимающихся водными видами спорта.